# Abdullahi Ahmed Yusuf
Abdullahi Ahmed Yusuf ist ein Verhaltensökologe am Institut für Zoologie und Entomologie an der Universität Pretoria in Südafrika.

## Forschungsschwerpunkte
Seine Forschungsinteressen umfassen neben Sozialen Insekten auch Insekten, die Krankheitserreger übertragen können, wie zum Beispiel Tsetsefliegen. Er publiziert aber auch zu Themen wie analytische Methoden von Fetten, Kommunikation in sozialen Insekten und Speiseinsekten. Er hat seine Ergebnis in mehr als 90 wissenschaftlichen Artikeln publiziert und erhielt aufgrund seiner wissenschaftlichen Leistungen von der südafrikanischen National Research Foundation im Jahr 2023 ein C-Rating.
Abdullahi Ahmed Yusuf ist einer von 36 Wissenschaftsbotschaftern der Alexander-von-Humboldt-Stiftung weltweit und sitzt in der Redaktionsleitung von Wissenschaftspublikationen, wie Scientific reports, International Journal of Tropical Insect Science, Frontiers in Bee Science, Frontiers in Insect Science, African Entomology und Royal Society Open Science um nur Einige zu nennen.
2015 erhielt Yusuf ein Georg Forster-Forschungsstipendium für erfahrene Forscher von der Alexander-von-Humboldt-Stiftung. Sein Stipendiat verbrachte er an der Martin-Luther-Universität Halle-Wittenberg, Halle (Saale), und war gasten in den Arbeitsgruppen von Robin F. A. Moritz und Robert Paxton.
Im Jahr 2019 erhielt er während der Eröffnungsfeier zur Jahrestagung der Humboldt-Stiftung den Humboldt-Alumni-Preis, der von der damaligen Bundeskanzlerin Angela Merkel überreicht wurde.
2024 wurde Yusuf zum Ratsmitglied der Internationalen Vereinigung für Chemische Ökologie (International Society for Chemical Ecology, ISCE) gewählt.

## Biographie
Abdullahi Ahmed Yusuf wurde im Juni 1978 in Zaria, Nigeria geboren.  In 2000 schloss er das Biologiestudium an der Universität von Abuja, Nigeria mit einem Bacholar of Science (honours) ab. Drauf folgte vier Jahre später ein Masterabschluss In Instrumental Analytical Sciences: Environmental Analysis von Robert Gordon Universität, Aberdeen, VK. Seine Doktorwürde in Entomologie erhielt er in 2010 von der Universität von Pretoria. Seinem Doktor folgt fünf Jahre später ein weiter Masterabschluss in Biodiversität, Arten- und Ökosystemgesundheit von der Universität von Edinburg, VK.